# Set Me Free
Set Me Free es el álbum debut para Estados Unidos y Europa de la cantante noruega Marion Raven lanzado en junio del 2007 bajo la etiqueta independiente Eleven Seven Music y 10th Street Entertainment. El álbum incluye una mezcla de canciones nuevas y canciones ya publicadas anteriormente, con algunas versiones diferentes, de su álbum debut para Asia, Noruega y América Latina, "Here I Am".
Set Me Free contiene canciones más oscuras y un mayor alcance lírico. El álbum ha sido lanzado a la venta en Alemania y el Reino Unido con un lanzamiento digital en los Países Bajos y EE.UU, y en Canadá con Universal Music a través de Interscope, Raven recientemente se presentó en diez ciudades canadienses como el acto de apertura de la legendaria banda de rock, Meat Loaf en marzo de 2007, también hacia su aparición como invitada en el dueto que grabara con la banda en 2006 llamado It's All Coming Back To Me Now.

## Sencillos
"Falling Away" fue el primer sencillo del álbum, lanzado en Alemania y Holanda. También fue puesto a disposición de iTunes en Canadá el 10 de abril de 2007, junto con "Break You", este último relanzado también para el público de Reino Unido. 
"Break You" fue el primer sencillo que se publicó exclusivamente en el Reino Unido el 16 de abril de 2007. 
Anteriormente había salido a la radio en Noruega, Japón, México y el Sudeste de Asia del álbum "Here I Am", y alcanzó el # 1 y # 9 en Japón y Noruega, respectivamente. La versión de iTunes también tiene la canción "Surfing The Sun" como bonus track. La canción alcanzó el # 12 en la tabla HPL30 Reino Unido.
- Break You
- Falling Away

## Canciones para Europa
| #   | Título                              | Autor(es)                                                        | Duración |
| --- | ----------------------------------- | ---------------------------------------------------------------- | -------- |
| 1.  | "Set Me Free"                       | Marion Raven, Nikki Sixx, DJ Ashba                               | 3:52     |
| 2.  | "Falling Away"                      | Marion Raven, Freddy Wexler, Arthur Lafrentz Bacon, Harris Doran | 3:31     |
| 3.  | "Crawl"                             | Marion Raven, Danielle Brisebois, Jimmy Harry                    | 3:49     |
| 4.  | "Here i Am"                         | Marion Raven, Max Martin, Rami                                   | 3:52     |
| 5.  | "Thank you For Loving Me"           | Marion Raven, DJ Ashba                                           | 4:12     |
| 6.  | "13 Days"                           | Marion Raven, Chantal Kreviazuk, Raine Maida                     | 3:07     |
| 7.  | "Break You"                         | Max Martin, Dr. Luke                                             | 3:12     |
| 8.  | "Heads Will Roll"                   | Marion Raven, Nikki Sixx, James Michael                          | 3:19     |
| 9.  | "For You I'll Die"                  | Marion Raven                                                     | 4:53     |
| 10. | "At The End Of The Day"             | Marion Raven, art Alexakis                                       | 4:04     |
| 11. | "All i Wanna Do Is You"             | Marion Raven, Keith Nelson                                       | 3:10     |
| 12. | "Let Me Introduce Myself"(Acoustic) | Marion Raven                                                     | 3:12     |

## Versión de iTunes para Estados Unidos
1. "Set Me Free" Marion Raven, Nikki Sixx, DJ Ashba 3:52
2. "Falling Away" Marion Raven, Freddy Wexler, Arthur Lafrentz Bacon, Harris Doran 3:31 
3. "Crawl" Marion Raven, Danielle Brisebois, Jimmy Harry 3:49 
4. "Here i Am" Marion Raven, Max Martin, Rami 3:52
5. "Thank you For Loving Me" Marion Raven, DJ Ashba 4:12
6. "13 Days" Marion Raven, Chantal Kreviazuk, Raine Maida 3:07 
7. "Break You" Max Martin, Dr. Luke 3:12
8. "Heads Will Roll" Marion Raven, Nikki Sixx, James Michael 3:19 
9. "For You I'll Die" Marion Raven 4:53 
10. "At The End Of The Day" Marion Raven, art Alexakis 4:04 
11. "All i Wanna Do Is You" Marion Raven, Keith Nelson 3:10 

La versión mejorada del álbum contiene el video musical del sencillo, "Falling Away". 
El álbum se puso a disposición en los EE. UU. y Europa en iTunes el 26 de junio de 2007, pero su versión de ITunes del álbum no incluye la pista oculta, "Let Me Introduce Myself" version acústica.

## Información de vanciones
Las canciones "Break You", "Crawl", "Here i Am", "For You I'll die", "13 Days" y el dúo "At The End Of The Day" aparecen en el primer álbum internacional de 2005, Here I Am], mientras que la nueva versión grabada de "Heads Will Roll", "13 Días", y "All i Wanna Do Is You", y la versión acústica de "Let Me Introduce Myself", son pistas que aparecieron en el álbum, Heads Will Roll (EP) , que fue puesto a la venta el 31 de octubre de 2006. 
"For You I'll Die" fue inspirada por el amor entre Jim Morrison con su compañera durante mucho tiempo Pamela Courson, a su tormentosa relación, separaciones y reencuentros. Raven escribió la canción después de leer la biografía del cantante estadounidense: "Yo estaba en este período en el que estaba escuchando el "box set", leeì su biografía y vì la película, yo estaba muy conmovida por la relación de Jim con Pamela, ¿cómo ella siempre estará allí para él. La canción es acerca de estar dispuesto a hacer todo eso por alguien, y conseguir nada a cambio, salvo una mancha en la tumba junto a ellos.

## Recepción
- Set Me Free se puso a la venta, mientras que Raven fue de gira con Meat Loaf, como un acto de apertura, en todo el mes de junio de 2007, con la presencia de Raven se realizó una firma de autógrafos de los álbumes Set Me Free de Raven y Bat Out of Hell III: The Monster Is Loose de Meat Loaf.

- El álbum se agotó cuando se dio a conocer en Ottawa, Canadá, mientras que Raven fue parte de la gira canadiense de Meat Loaf lo cual fue una grata sorpresa para Raven al volver a dicho país.

- Townsend Records elogió el álbum de ser "caliente, intenso y sincero".

- El Sitio web alemán Soundbase dio al álbum en línea 9 de 12 estrellas, elogiando la capacidad de Raven de transmitir sus sentimientos a través de sus canciones.

- Max.de elogió a Raven por el uso de la vida como una inspiración para su música, y de ser una verdadera artista pop.

- Mix1.de felicitó a la mezcla sincera historias de dolor y de las ilusiones de muchas de las pistas del álbum.

- Harry Holgate de la BBC, elogió la capacidad vocal de Raven como a la par con Kelly Clarkson y Avril Lavigne , así como encomiando que la naturalidad de Raven es mejor que cualquiera de ellas. Sin embargo, Set Me Free fue criticado por su largo tiempo de producción y la falta de una banda sòlida, Raven fue cuestionada sobre su decisión de dejar Atlantic Records.

- Datos: Q7456242